# Johann Kirchner (Politiker, 1876)
Johann Kirchner (* 7. November 1876 in Radstadt; † 20. Jänner 1948) war ein österreichischer Landwirt und Politiker (CSP).

## Leben
Johann Kirchner besuchte in Radstadt die Volksschule. 1897 bis 1900 folgte der Militärdienst. Ab 1903 bis 1912 war er Wimmbauer in Kleinarl. 1906 bis 1909 war er Mitglied des Gemeinderates sowie 1903 bis 1906 und 1909/10 Bürgermeister von Kleinarl. Ab 1910 bis zu seinem Tod 1948 war er Neuhofbauer in Radstadt. 1922 bis 1936 war er Mitglied des Gemeinderates von Radstadt-Land. Er war Salzburger Landtagsabgeordneter der CSP von 1919 bis 1932 und noch einmal 1934. 1927 bis 1932 war er Erster Landtagspräsident-Stellvertreter. 1934 wurde er Erster Landtagspräsident von Salzburg.